# Maxwell Armfield
Maxwell Ashby Armfield (Ringwood, 5 d'octubre de 1881 – Warminster, 23 de gener de 1972) va ser un artista, il·lustrador i escriptor anglès.
Nascut en el si d'una família quàquera a Ringwood (Hampshire), Armfield va estudiar a l'Escola Sidcot i a l'Escola Leighton Park. El 1887 va ser admès a l'Escola d'Art de Birmingham, aleshores sota la direcció d'Edward R. Taylor i establert com un important centre del moviment Arts and Crafts. Allí va estudiar amb Henry Payne i Arthur Gaskin i, fora de l'escola, va rebre classes de pintura al tremp d'ou de Joseph Southall en l'estudi de Southall a Edgbaston.
Més tard, recordaria així aquest moment:
| « | A part del benefici d'un valor incalculable de l'orientació i l'assessorament de mestres com Henry Payne, Arthur Gaskin i Joseph Southall, realment em vaig ensenyar a mi mateix, com qualsevol que espera fer una obra individual... Detestava la classe de dibuix al natural, i poques vegades vaig assistir-hi: em negava a aprendre la perspectiva o l'anatomia, ja que m'avorria i, en general, no podria haver estat un estudiant pitjor. | » |

El 1902 va deixar Birmingham i es va traslladar a París per estudiar a l'Académie de la Grande Chaumière amb Gustave Courtois i René Menard, on es va convertir en ajudant de Gaston Lachaise, Keith Henderson i Norman Wilkinson. Va exposar al Saló de París el 1904, on la seva pintura Faustine va ser comprat per l'Estat francès i donada al Museu de Luxemburg. L'obra es conserva al Museu d'Orsay de París.
El 1909 es va casar amb la dramaturga Constance Smedley, que era cosina germana del seu amic artista William Smedley-Aston i de la seva dona Irene, i que com moltes persones relacionades amb el moviment Arts and Crafts a Birmingham, estava establerta a Cotswolds. El 191 tots dos apareixen en el cens com a residents a Minchinhampton (Gloucestershire). Els dos es va convertir en estrets col·laboradors: treballaven junts per combinar el disseny, la il·lustració, el text i el teatre. L'esposa d'Armfield també el va influir per ser pacifista i científic cristià.
Des de 1915 i durant set anys van viure als Estats Units. El 1946 Armfield va publicar el llibre Tempera Painting Today, amb l'editorial Pentagon Press LTD. El 2006 es va utilitzar un detall de l'Autoretrat d'Armfield (1901, Galeria d'Art i Museu de Birmingham) com a il·lustració de la portada de l'edició del clàssics universals d'Oxford d’El retrat de Dorian Gray. Les pintures d'Armfield es conserven en col·leccions de diverses institucions britàniques, incloent la Galeria d'Art de Derby, la Galeria de Southampton i Nottingham, i la Galeria d'Art Russell-Cotes.